# Џамија Осман-паше Казанца (Гацко)
Џамија Осман-паше Казанца (мјесто и остаци градитељске цјелине џамије у Казанцима) је национални споменик Босне и Херцеговине који се налази у Казанцима, на територији општине Гацко у Републици Српској.

## Локација
Село Казанци се налази на самој граници са Црном Гором, удаљено двадесет километара југоисточно од Гацка. Са главног пута који води из Гацка у Црну Гору (Никшић) одваја се пут за Казанце у ком се налазе мјесто и остаци градитељске цјелине џамије Осман-паше Казанца. Џамија је била смјештена у плодноме дијелу села Казанаца, недалеко од извора питке воде Око и Стубањ. Са извора Стубањ (који се још назива Пашино врело) била је доведена вода у шадрван испред џамије

## Историјски подаци
О џамији у Казанцима има врло мало историјских података. Османска власт је на подручју Гацка и околних мјеста успостављена 1465. године. Казанци са околицом су били у саставу три кадилука: фочанског, церничког и гатачког. Џамија у Казанцима је задужбина Осман-паше Казанца, који је рођен у Казанцима 1620. године. Према предању, Осман-паша Казанац потиче из хришћанске породице и име му је било Драго. У тринаестој години живота, као аџами-оглан, он је одведен у Истанбул. У Истанбулу је 1671. године постао беглербег од Анадола. Године 1675. је именован везиром у Шаму, а 1683. године је постао везир у Босни. Сљедеће године је премјештен у Егар у Мађарској, гдје је 1685. године погинуо.